# Hogland (jižní maják)
Jižní maják Hogland (rusky: Южный Гогландский маяк) stojí na mysu Lounatrivi v jižní části ostrova Hogland (také Gogland) ve Finském zálivu Baltského moře. Ostrov náleží do Kingiseppského rajónu Leningradské oblasti Ruska.

## Historie
V roce 1861 byl postaven první maják, který byl vybaven Fresnelovou čočkou vyrobenou v Paříži. V roce 1905 byl postaven na počest cara Mikuláše II. nový maják vysoký 22 m. V šedesátých letech 20. století byla provedena poslední modernizace majáku.

## Popis
Válcová zděná cihlová věž postavená na šestiboké kamenné základně ukončena ochozem a lucernou. V blízkosti majáku je několik jednopatrových domů rodin, které se zabývají hydrografií a servisem majáku. Maják je přístupný veřejnosti.

## Data
- výška majáku 26 m[4]
- dosvit 8 námořních mil (14,8 km)
- záblesky bílého světla v intervalu 6 sekund

označení
- Admirality  C5378

- NGA 13552
- ARLHS ERU-020